# Straßenbahn Hwaseong
Die Straßenbahn Hwaseong ist ein geplantes Beförderungssystem in der südkoreanischen Stadt Hwaseong. Das Straßenbahnnetz soll aus zwei Linien bestehen. Betrieben werden sollen die Linien mit Oberleitungslosen Straßenbahnen von Hyundai Rotem. Betrieben wird das Straßenbahnnetz von Hwaseong Transportation Corporation (HTC).

## Geschichte

### Situation vor den ersten Planungen
Die Stadt Hwaseong ließ in den vergangenen Jahren neue Stadtteile bauen, einer von diesen  ist Dongtan. Dongtans Bevölkerungszahlen steigen stetig stark an, daher entschloss die Stadtverwaltung Hwaseong, die Realisierung möglicher Straßenbahnlinien prüfen zu lassen.

### Erste Straßenbahnlinien-Planungen (2015–2019)
Die ersten Pläne wurden Mitte Juni 2015 mit zuerst Drei Linien vorgestellt. Nach der endgültigen Überarbeitung der Pläne sind jetzt zwei Linien geplant, wobei die Strecke zweier Linien des ursprünglichen Plans zusammengelegt wurden. Baubeginn der Straßenbahnlinien soll 2021 sein. Den Plänen nach, soll die Dongtan-Station Knotenpunkt der neuen Straßenbahnlinien werden.

### Eröffnung von Straßenbahnlinien (ab 2026)
Beide Straßenbahnlinien sollen 2026 eröffnet werden. Erweiterungen bzw. neue Linien sind danach vorerst nicht geplant.

## Fahrzeuge
Betrieben soll das Straßenbahnnetz von Oberleitungslosen Straßenbahnen der Firma Hyundai Rotem. Diese entwickelt seit 2010 Straßenbahnmodelle, die ähnlich wie Busse in Deutschland, am Endpunkt aufgeladen werden und die komplette Strecke entlang ohne weitere Energiezufuhr von außen befahren können.

## Netzentwicklung

### Im Bau befindlichen Straßenbahnlinie
| Farbe                | Linienname           | Linienname (Hangeul) | Ausgangstation(en)   | Endstation(en)       | Anzahl der Stationen | Gesamtlänge (in km)  | Bauzeitraum          |
| Straßenbahn Hwaseong | Straßenbahn Hwaseong | Straßenbahn Hwaseong | Straßenbahn Hwaseong | Straßenbahn Hwaseong | Straßenbahn Hwaseong | Straßenbahn Hwaseong | Straßenbahn Hwaseong |
| -------------------- | -------------------- | -------------------- | -------------------- | -------------------- | -------------------- | -------------------- | -------------------- |
|                      | Linie 1              | 1호선                | Banwol-Allee         | Osan-Station         | 20                   | 16,4 km              | 2021–2026            |
|                      | Linie 2              | 2호선                | Byeongjeom-Station   | Namdongtan           | 17                   | 17,4 km              | 2021–2026            |

### Streckenverläufe
| 1호선 | Mangpo-Station 망포 ↔ Bahnhof Osan 오산 | Mo–So |
| ----- | --- | ----- |
|       | - Mangpo-Station • 망포 - Taejang • 태장 - Banwol-Dong • 반월동 - Banwol, Kreuzung • 반월삼거리 - Neung-Dong • 능 동 - Seokuh • 석우 - Keunjaebong • 큰재봉 - Yedang • 예당 - Dongtan Technik-Dorf • 동탄테크노밸리 - Bahnhof Dongtan • 동탄 - Hwaseong, Osan • 화성오산 - Shilicheon • 신리천 - Wangbaesan • 왕배산 - Lake Como • 레이크꼬모 - Dongtan-Hosu-Park • 동탄호수공원 - Song-Dong • 송동 - Bangkyo • 방교 - Unam • 운암 - Rathaus Osan • 오산시청 - Bahnhof Osan • 오산 |       |

| 2호선 | Byeongjeom-Station 병점 ↔ Jangji-Dong 장지동 | Mo–So |
| ----- | --- | ----- |
|       | - Byeongjeom-Station • 병점 - Kubongsan • 구봉산 - Seodongtan-Station • 서동탄 - Dongtan, Zentraler Park • 동탄센트럴파크 - Banseok • 반석 - Naru • 나루 - Yeoul-Park • 여울공원 - Bahnhof Dongtan • 동탄 - Yeongcheon • 영천 - Chidongcheon • 치동천 - Cheongkye • 청계 - Mokdong • 목동 - Seoshin • 서신 - Zentr. Einkaufszentr., Sancheok • 산척동중심상가 - A93BL - Dongtan-Hosu-Park • 동탄호수공원 - Jangji-Dong • 장지동 |       |